# Jelenino (gromada)
Jelenino – dawna gromada, czyli najmniejsza jednostka podziału terytorialnego Polskiej Rzeczypospolitej Ludowej w latach 1954–1972.
Gromady, z gromadzkimi radami narodowymi (GRN) jako organami władzy najniższego stopnia na wsi, funkcjonowały od reformy reorganizującej administrację wiejską przeprowadzonej jesienią 1954 do momentu ich zniesienia z dniem 1 stycznia 1973, tym samym wypierając organizację gminną w latach 1954–1972.
Gromadę Jelenino z siedzibą GRN w Jeleninie utworzono – jako jedną z 8759 gromad na obszarze Polski – w powiecie szczecineckim w woj. koszalińskim na mocy uchwały nr 43/54 WRN w Koszalinie z dnia 5 października 1954. W skład jednostki weszły obszary dotychczasowych gromad Jelenino, Przyjezierze, Jeleń, Jelonek, Grabno i Grzywnik ze zniesionej gminy Krągi oraz obszary dotychczasowych gromad Mosina i Sitno ze zniesionej gminy Szczecinek w tymże powiecie. Dla gromady ustalono 15 członków gromadzkiej rady narodowej.
31 grudnia 1959 do gromady Jelenino włączono wieś Kucharowo ze zniesionej gromady Juchowo w tymże powiecie.
31 grudnia 1968 z gromady Jelenino wyłączono: a) wsie Kucharowo i Mosina, włączając je do gromady Parsęcko; b) wieś Jeleń, włączając ją do gromady Silnowo – w tymże powiecie, po czym gromadę Jelenino zniesiono, a jej (pozostały) obszar włączono do gromady Szczecinek tamże.